# 872년

## 연호
- 당(唐) 함통(咸通) 13년
- 일본(日本) 조간(貞観) 14년

## 기년
- 당(唐) 의종(懿宗) 13년
- 신라(新羅) 경문왕(景文王) 12년
- 발해(渤海) 대현석(大玄錫) 2년

## 사건
- 12월 14일 - 교황 요한 8세, 107대 로마 교황으로 취임.

## 탄생
- 요(遼)의 황제(皇帝) 태조(太祖)

## 사망
- 12월 14일 - 교황 하드리아노 2세, 106대 로마 교황.